# おしえてシュレディンガー/ファンタスティックパレード
「おしえてシュレディンガー/ファンタスティックパレード」は、夢みるアドレセンスのメジャー4thシングルで、2016年4月27日にSony Music Associated Recordsからリリースされた。

## ミュージック・ビデオ
「おしえてシュレディンガー」の監督は数々の広告を手掛けた秋山具義で、量子力学の思考実験「シュレディンガーの猫」から着想を得て、猫耳と猫ダンス、タイムリープがテーマになっている。
「ファンタスティックパレード」の監督は前作の舞いジェネ!に続きスミスが務めた。振付は西田一生（西田プロジェクト）が担当。

## 収録曲
| #  | タイトル                                     | 作詞・作曲               | 編曲     |
| -- | -------------------------------------------- | ------------------------ | -------- |
| 1. | 「おしえてシュレディンガー」                 | 志磨遼平（ドレスコーズ） | CHOKKAKU |
| 2. | 「ファンタスティックパレード」               | 首藤義勝（KEYTALK）      | 江口亮   |
| 3. | 「おしえてシュレディンガー(instrumental)」   |                          |          |
| 4. | 「ファンタスティックパレード(instrumental)」 |                          |          |

| #  | タイトル                                               | 作詞 | 作曲・編曲 | 監督     |
| -- | ------------------------------------------------------ | ---- | ---------- | -------- |
| 1. | 「おしえてシュレディンガー (Music Video)」             |      |            | 秋山具義 |
| 2. | 「ファンタスティックパレード (Music Video)」           |      |            | スミス   |
| 3. | 「おしえてシュレディンガー (Making of Music Video)」   |      |            |          |
| 4. | 「ファンタスティックパレード (Making of Music Video)」 |      |            |          |

## タイアップ
- NTV系「ダウンタウンDX」エンディング・テーマ（#1）
- 映画『トイレの花子さん新章 〜花子VSヨースケ〜』主題歌 [1]（#2）